# 三遊亭圓王
三遊亭 圓王（さんゆうてい えんおう、1954年2月20日 - ）は、静岡県磐田市出身の落語家。落語協会所属。本名∶廣岡 新。出囃子、『正札附』。

## 経歴
名古屋大学理学部 地球科学科卒業。国立大学・理系学部卒業者としては初のプロ落語家である。
1977年4月、六代目三遊亭圓生一門の六代目三遊亭圓窓に入門し前座名「窓一」。1978年5月に落語協会分裂騒動勃発。大師匠六代目三遊亭圓生・師匠圓窓に従って落語協会を脱退、落語三遊協会所属の前座となる。時期は不明だが、六代目三遊亭圓生門下となったときもあった。
1980年1月に落語三遊協会が解散。翌月、師匠圓窓の落語協会復帰に従い、落語協会所属の前座となる。
1982年4月、二ツ目に昇進し新窓に改名。1987年2月、三遊亭圓彌門下に移籍し笑弥に改名。
1995年3月 真打昇進。圓王に改名した。

## 芸歴
- 1977年4月 - 六代目三遊亭圓窓に入門、前座名「窓一」。
- 1982年4月 - 二ツ目昇進、「新窓」に改名。
- 1987年2月 - 三遊亭圓彌門下に移籍、「笑弥」に改名。
- 1995年3月 - 真打昇進、「圓王」に改名。